# Adoの歌ってみたアルバム
『Adoの歌ってみたアルバム』（アドのうたってみたアルバム）は、Adoの自身初となるカバー・アルバム。2023年12月13日にVirgin Musicからリリースされた。

## 背景
Adoは歌い手として、自身のYouTubeやニコニコ動画のチャンネル上でこれまで多くの「歌ってみた」動画（ボーカロイド曲を中心としたカバー動画）を公開してきた。
2022年5月、Twitter上で”Adoに歌ってほしい楽曲”を募集する企画が行われた。10,000票以上の中から、ボカロ曲ではピノキオピーの「神っぽいな」、J-POPでは椎名林檎の「罪と罰」が選ばれた。この2曲の歌ってみた動画は2022年7月24日にYouTubeに公開された。2023年12月時点で「神っぽいな」は3000万回以上、「罪と罰」は1000万回以上の再生回数を記録している。
2023年3月、Adoの公式ウェブサイト上で、再びカバーしてほしい楽曲の公募が行われたのち、9月15日に「Adoの歌ってみたアルバム」のリリースが発表された。
10月20日、J-POPから5曲、ボカロ曲から5曲の全10曲の収録曲リストが発表された。収録曲は2010年代以降のJ-POPとボカロ曲が中心となっているが、「飾りじゃないのよ涙は」（1984年）「罪と罰」（2000年）とAdoの誕生前にリリースされた楽曲も含まれる。
11月15日に「unravel」が先行配信、11月27日に「ブリキノダンス」が先行配信された。
12月13日、CD・配信リリース。ジャケットイラストは絵師のトゥルが担当。CDは通常版と初回限定盤の2形態で、初回限定盤にはアクリルスタンドとステッカーシートが同梱される。またCD特典として2024年4月に行われる"Ado SPECIAL LIVE 2024「心臓」"公演の先行受付シリアルナンバー入り応募券が封入される。

## 収録内容
| #         | タイトル                                                   | 作詞・作曲   | 時間  |
| --------- | ---------------------------------------------------------- | ------------ | ----- |
| 1.        | 「ドライフラワー」(オリジナルアーティスト: 優里)           | 優里         | 4:48  |
| 2.        | 「飾りじゃないのよ涙は」(オリジナルアーティスト: 中森明菜) | 井上陽水     | 4:12  |
| 3.        | 「愛して愛して愛して」(オリジナルアーティスト: きくお)     | きくお       | 4:18  |
| 4.        | 「罪と罰」(オリジナルアーティスト: 椎名林檎)               | 椎名林檎     | 4:50  |
| 5.        | 「可愛くてごめん」(オリジナルアーティスト: HoneyWorks)     | Shito        | 3:39  |
| 6.        | 「ヴィラン」(オリジナルアーティスト: てにをは)             | てにをは     | 3:19  |
| 7.        | 「神っぽいな」(オリジナルアーティスト: ピノキオピー)       | ピノキオピー | 3:24  |
| 8.        | 「unravel」(オリジナルアーティスト: TK from 凛として時雨)  | TK           | 3:58  |
| 9.        | 「ブリキノダンス」(オリジナルアーティスト: 日向電工)       | 日向電工     | 3:18  |
| 10.       | 「夜明けと蛍」(オリジナルアーティスト: n-buna)             | n-buna       | 5:08  |
| 合計時間: | 合計時間:                                                  | 合計時間:    | 40:54 |